# هشتمین دوره جوایز اسکار
هشتمین دوره مراسم اعطای جوایز اسکار (انگلیسی: 8th Academy Awards) در روز ۵ مارس ۱۹۳۶ در هتل میلنیوم بیلتمور لوس آنجلس برگزار شد. در این مراسم بهترین فیلم‌های سال ۱۹۳۵ جهان به انتخاب آکادمی علوم و هنرهای تصاویر متحرک جایزه گرفتند.
فرانک کاپرا مجری این مراسم بود.

## جوایز
| جایزه اسکار بهترین فیلم | جایزه اسکار بهترین کارگردانی |
| --- | --- |
| - شورش در بونتی - آلیس آدامز - ترانه ۱۹۳۶ برادوی - کاپیتان بلاد - دیوید کاپرفیلد - خبرچین - بی‌نوایان - زندگی بنگال لانسر - رؤیای شب نیمه تابستان - ماریتای بدذات - راگلزهای رد گپ - کلاه سیلندری | - جان فورد – خبرچین - مایکل کورتیز – کاپیتان بلاد (write-in, not official nomination) - هنری هاتاوی – زندگی بنگال لانسر - فرانک لوید – شورش در بونتی |
| جایزه اسکار بهترین بازیگر نقش اول مرد | جایزه اسکار بهترین بازیگر نقش اول زن |
| - ویکتور مک‌لاگلن – خبرچین - کلارک گیبل – شورش در بونتی - چارلز لوتن – شورش در بونتی - پل مونی – خشم سیاه (write-in, not official nomination) - فرانکوت تون – شورش در بونتی | - بت دیویس – خطرناک - الیزابت برگنر – هرگز مرا فراری نده (فیلم ۱۹۳۵) - کلودت کولبرت – جهان‌های خصوصی - کاترین هپبورن – آلیس آدامز - میریام هاپکینز – بکی شارپ - مرل اوبرون – فرشته تاریکی |
| Best Story | جایزه اسکار بهترین فیلم‌نامه اقتباسی |
| - The Scoundrel – بن هکت و چارلز مک‌آرتور - ترانه ۱۹۳۶ برادوی – ماس هارت - The Gay Deception – Don Hartman و Stephen Morehouse Avery - مأموران اف‌بی‌آی - Gregory Rogers (pseudonym of داریل اف. زانوک) (write-in, not official nomination) | - خبرچین – دادلی نیکولز (Refused) - زندگی بنگال لانسر – گروور جونز و ویلیام اسلاونس مک‌نات - شورش در بونتی – احمد عبدالله، جان ال. بالدرستون، والدمار یونگ، جولز فورتمن، تالبوت جنینگز و کری ویلسون (نویسنده) - کاپیتان بلاد – کیسی رابینسون (write-in candidate) (3rd)                                              |
| جایزه اسکار بهترین فیلم کوتاه | جایزه اسکار بهترین فیلم کوتاه |
| - خوابیدن چگونه است – جک چرتوک و مترو گلدوین مایر - Oh, My Nerves – Jules White و کلمبیا پیکچرز - این به آن در – هال روچ و مترو گلدوین مایر | - Wings Over Everest – گومون and Skibo Productions - Audioscopiks – پیت اسمیت و مترو گلدوین مایر - Camera Thrills – یونیورسال استودیوز |
| جایزه اسکار بهترین پویانمایی کوتاه | |
| - سه بچه گربه یتیم – شرکت والت دیزنی و یونایتد آرتیستس - The Calico Dragon – Harman-Ising و مترو گلدوین مایر - چه کسی کاک رابین را کشت؟ – شرکت والت دیزنی و یونایتد آرتیستس | |
| جایزه اسکار بهترین موسیقی فیلم | جایزه اسکار بهترین ترانه |
| - خبرچین – آر.ک.ئو - کاپیتان بلاد – وارنر برادرز (Write-in) - شورش در بونتی – مترو گلدوین مایر - Peter Ibbetson – پارامونت پیکچرز | - "Lullaby of Broadway" from جویندگان طلا در سال ۱۹۳۵ – Music by هری وارن; Lyric by ال دابین - "Cheek to Cheek" from کلاه سیلندری – Music and Lyric by ایروینگ برلین - "Lovely to Look At" from Roberta – Music by جروم کرن; Lyric by دوروتی فیلدز و جیمی مک‌هیو                                                     |
| جایزه اسکار بهترین طراحی صحنه | جایزه اسکار بهترین فیلمبرداری |
| - فرشته تاریکی – Richard Day - زندگی بنگال لانسر – هانس درایر و رولند اندرسون - کلاه سیلندری – Carroll Clark و Van Nest Polglase | - رؤیای شب نیمه تابستان – هال مور (write-in, not official nomination) - Barbary Coast – ری جون - جنگ‌های صلیبی – ویکتور میلنر - بی‌نوایان – گرگ تولند |
| Best Sound Recording | جایزه اسکار بهترین تدوین |
| - ماریتای بدذات – Douglas Shearer, مترو گلدوین مایر - $1,000 a Minute – رپابلیک پیکچرز - عروس فرانکنشتاین – Gilbert Kurland, یونیورسال استودیوز - کاپیتان بلاد – نیتن لوینسون, وارنر برادرز - فرشته تاریکی – Thomas T. Moulton, یونایتد آرتیستس - I Dream Too Much – Carl Dreher, آر.ک.ئو - زندگی بنگال لانسر – فرانکلین هنسن, پارامونت پیکچرز - Love Me Forever – جان پی. لیوادری, کلمبیا پیکچرز - Thanks a Million – ادموند اچ هانسن، فاکس قرن بیستم | - رؤیای شب نیمه تابستان – رالف داسون - دیوید کاپرفیلد – رابرت جی. کرن - خبرچین – جورج هیولی - بی‌نوایان – باربارا مک‌لین - زندگی بنگال لانسر – الزورث هوگلند - شورش در بونتی – مارگارت بوت |
| Best Assistant Director | جایزه اسکار بهترین طراحی رقص |
| - زندگی بنگال لانسر – کلم بیچم و Paul Wing - دیوید کاپرفیلد – جوزف م. نیومن - بی‌نوایان – Eric Stacey - رؤیای شب نیمه تابستان –Sherry Shourds | - ترانه ۱۹۳۶ برادوی and Folies Bergère de Paris – دیو گولد - All the King's Horses and The Big Broadcast of 1936 – LeRoy Prinz - Broadway Hostess and Go into Your Dance – Bobby Connolly - جویندگان طلا در سال ۱۹۳۵ – بازبی برکلی - King of Burlesque – Sammy Lee - شی – Benjamin Zemach - کلاه سیلندری – هرمس پان |

1. ↑  http://awardsdatabase.oscars.org/ampas_awards/DisplayMain.jsp?curTime=1424996777715%5Bپیوند+مرده%5D
2. ↑  http://awardsdatabase.oscars.org/ampas_awards/DisplayMain.jsp?curTime=1424996844010%5Bپیوند+مرده%5D
3. ↑  http://awardsdatabase.oscars.org/ampas_awards/DisplayMain.jsp?curTime=1424996927375%5Bپیوند+مرده%5D
4. ↑  http://awardsdatabase.oscars.org/ampas_awards/DisplayMain.jsp?curTime=1424996973300%5Bپیوند+مرده%5D